# Prieuré Saint-Martial
Le prieuré Saint-Martial est situé à Ruffec, dans le département français de l'Indre. 

## Historique
Les différents édifices du prieuré sont construits entre 1160 à 1184.
Elle fait l’objet d’un classement partiel et d'une inscription partielle au titre des monuments historiques par arrêtés du 28 décembre 1984.

## Description

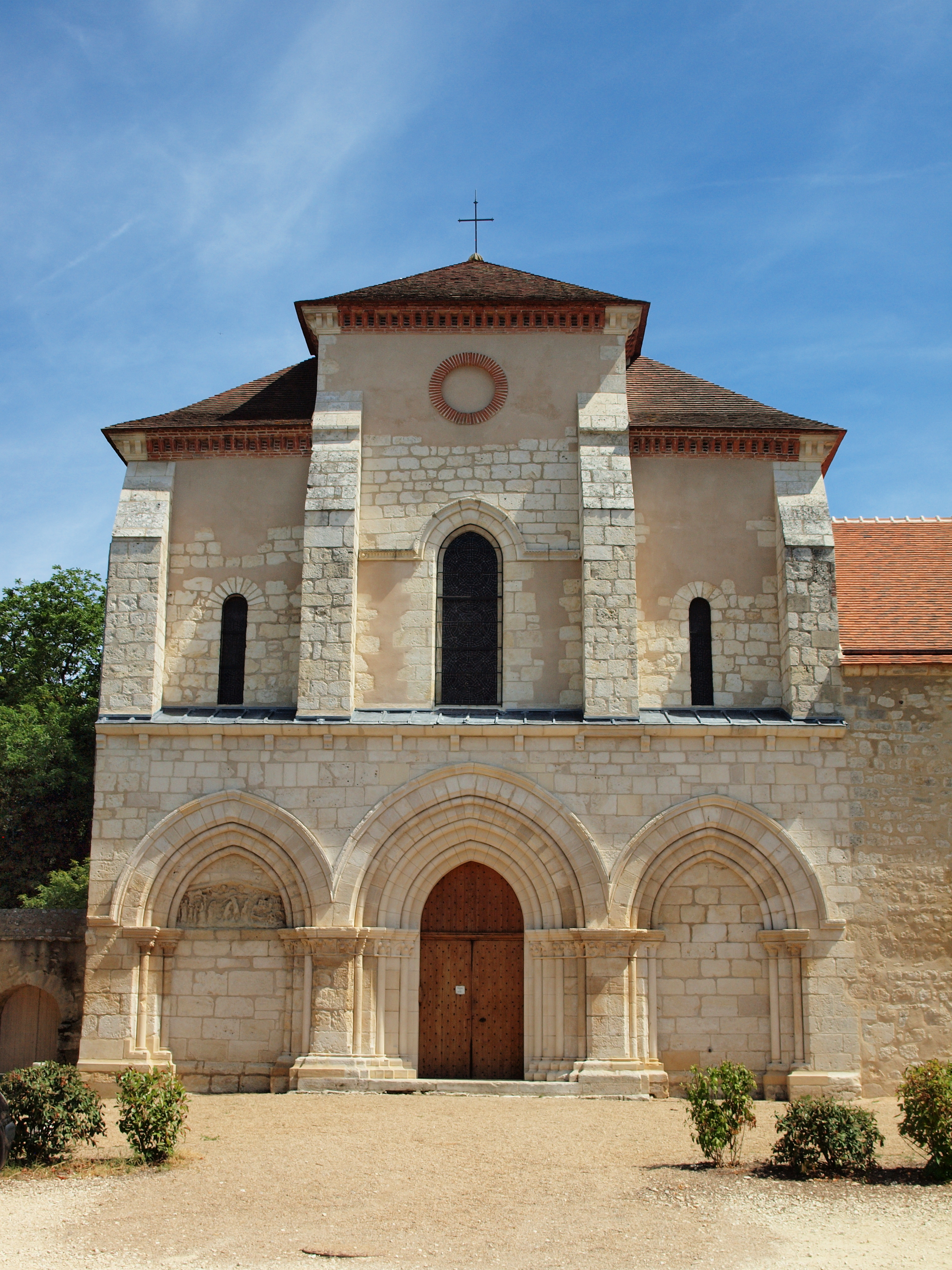
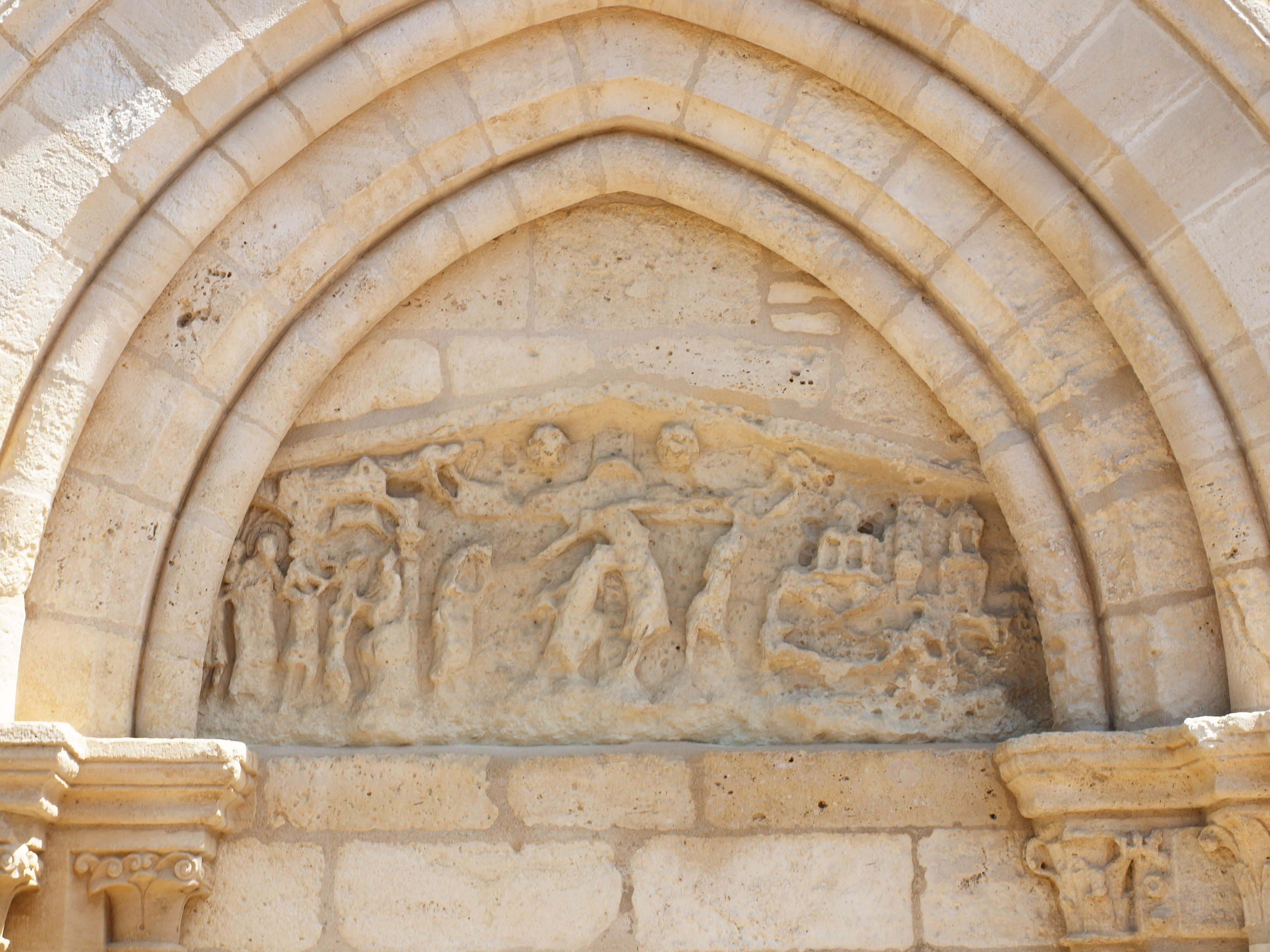
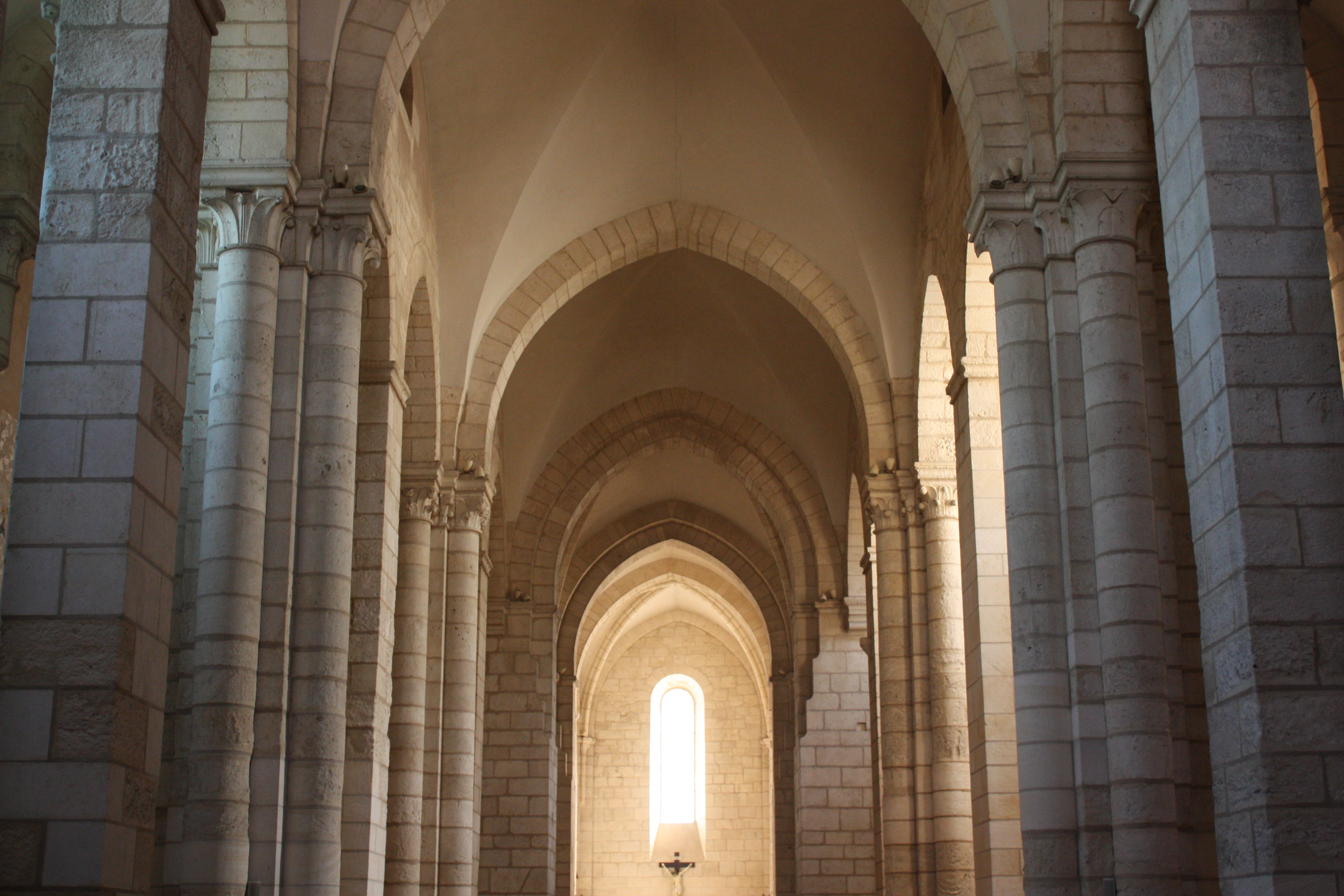